# Hvaszongi sorozatgyilkosság
A hvaszongi (hwaseongi) sorozatgyilkosság (hangul: 화성 연쇄 살인 사건, Hvaszong jonszve szarin szagon, handzsa: 華城連鎖殺人事件, RR: Hwaseong yeonswae sarin sageon) Dél-Korea Hvaszong (Hwaseong) városában történt 1986. szeptember 15. és 1991. április 3. között. Tíz nő halt meg, megkötözték és megerőszakolták őket. Ez Dél-Korea történetének leghíresebb gyilkosságsorozata, sokszor hasonlítják a Zodiákus gyilkosságokhoz. Később kiderült, hogy legalább 14 áldozat volt és a legutolsót 1994-ben ölték meg. 2019-ben a sorozatgyilkost I Cshundzse (Lee Chun-jae)ként  azonosította a dél-koreai rendőrség.

## Története
A legfiatalabb felderített áldozat 14, a legidősebb 71 éves volt. Legtöbbjüket saját ruhájukkal fojtották meg. A rendőrség a bizonyítékok alapján egy húszas éveiben járó, B vércsoportú férfit keresett. A rendőrség kétmillió embernapot fordított a nyomozásra, a gyanúsítottak száma elérte a 21 280 főt.
Dél-Koreában a gyilkosságok elévülési ideje 15 év, az ügy 2006. április 2-án évült el, a gyilkost addig nem találták meg. 2019. szeptember 18-án a rendőrség bejelentette, hogy DNS-analízis segítségével azonosították a bűncselekmény fő gyanúsítottját, egy 56 éves férfit, aki nemi erőszak miatt börtönbüntetését töltötte az azonosítás időpontjában. A férfi DNS-e három áldozaton volt megtalálható. Az elévülési idő miatt a férfit már nem lehet bíróság elé állítani az ügyben, de eleinte tagadta, hogy köze lett volna a gyilkosságokhoz. Később beismerte azokat, majd még négy újabb gyilkosságot és 30 rendbeli erőszaktevést ismert el a rendőröknek. A férfi később a saját sógornőjét is megerőszakolta és megölte.

## A filmművészetben
Számos filmben és televíziós sorozatban dolgozták fel az ügyet:
- Memories of Murder (2003)
- Confession of Murder (2012)
- Kaptong (Gap-dong) (2014)
- Signal (2016)

## Fordítás
Ez a szócikk részben vagy egészben  a   Hwaseong serial murders című angol Wikipédia-szócikk fordításán alapul.  Az eredeti cikk szerkesztőit annak laptörténete sorolja fel. Ez a jelzés csupán a megfogalmazás eredetét és a szerzői jogokat jelzi, nem szolgál a cikkben szereplő információk forrásmegjelöléseként.